# Margot Benacerraf
Pour les articles homonymes, voir Benacerraf.
Margot Benacerraf est une réalisatrice vénézuélienne née le 14 août 1926 à Caracas où elle est morte le 29 mai 2024.

## Biographie
Elle est née le 14 août 1926 à Carracas d'immigrants juifs. Elle étudie la philosophie et la littérature à l'université centrale du Venezuela en 1947. Elle collabore à plusieurs journaux et magazines littéraires. Elle remporte le prix panaméricain avec un essai et écrit une pièce de théâtre qui reçoit le prix institué par le département d'art dramatique de l'université Columbia à New York. Elle obtient une bourse de trois mois pour étudier dans ce département en 1949. C'est là qu'elle découvre le cinéma et, entre 1949 et 1951, elle étudie à Paris à l'Institut des Hautes Études Cinématographiques (IDHEC), qu'elle quitte afin de réaliser son court métrage Reverón.   
Elle est essentiellement connue grâce à deux documentaires, l'un consacré au peintre vénézuélien Armando Reverón, Reverón (1952, court métrage), et le second, Araya, long métrage contant la vie quotidienne dans des marais salants féodaux du nord du Venezuela. Ce film fut présenté en compétition au Festival de Cannes 1959, et couronné par le Prix de la critique internationale de la FIPRESCI,.
Margot Benacerraf participa activement à la mise sur pied d'une cinématographie au Venezuela et fut une des fondatrices de la Cinémathèque nationale (1966) dont elle assuma la direction au cours des trois années suivantes.  

## Filmographie
- 1952 : Reverón (court métrage)
- 1959 : Araya

## Récompenses et nominations
| Année | Lieu                                     | Catégorie                                                                                 | Film    | Place                                                           |
| ----- | ---------------------------------------- | ----------------------------------------------------------------------------------------- | ------- | --------------------------------------------------------------- |
| 1952  | Festival International du film sur l'art | Prix du meilleur documentaire dur l'art                                                   | Reverón | Vainqueur                                                       |
| 1953  | Presse cinématographique du Vénézuela    | Prix du meilleur film vénézuélien                                                         | Reverón | Vainqueur                                                       |
| 1959  | Festival de Cannes                       | - Prix de la Commission Supérieure Technique - Prix de la Commission supérieure technique | Araya   | Vainqueur                                                       |
| 1959  | Festival de Cannes                       | Prix du meilleur film international (FIPRESCI)                                            | Araya   | Vainqueur (ex aequo avec Hiroshima, mon amour, d'Alain Resnais) |